# Beck Bottom
Beck Bottom – wieś w Anglii, w Kumbrii. Leży 73 km na południe od miasta Carlisle i 363 km na północny zachód od Londynu.